# Leiningen-Westerburg Károly
Altleiningeni gróf Leiningen-Westerburg Károly Ágost (Karl August Graf zu Leiningen-Westerburg, Ilbenstadt, 1819. április 11. – Arad, 1849. október 6.) honvéd vezérőrnagy, az aradi vértanúk egyike.

## Élete, vértanúsága
Hessen nagyhercegségben született, olyan család gyermekeként, amelynek több tagja is katonaként szolgált, így szinte természetes, hogy testvéreivel, Lajossal (1807-1864), Viktorral (1821-1880) és Györggyel (1815-1850) együtt a császári hadsereg szolgálatába állt. Édesapja Frigyes, Leiningen-Westerburg hercege (1761-1839), édesanyja Eleonore Maria Breitwieser volt.
1844-ben nősült, felesége, Sissányi Erzsébet révén magyarországi (törökbecsei) nagybirtokos lett. 1848 őszén Temesvárra rendelték ezredének törzskarával együtt, ahol is önként jelentkezett a szerbek ellen vívott hadjáratba. 1848 decemberében őrnagyi, 1849 márciusában alezredesi, áprilisban ezredesi rendfokozattal tüntették ki. A tavaszi hadjáratban további érdemeket szerzett, amik elismeréséül július 1-jén tábornokká léptették elő. Július 2-án kiverte Benedek Lajost Szőnyből. Július 28-án volt gesztelyi győzelme. Görgei Artúr jó barátja volt.
A kivégzés előtti utolsó mondata: „A világ feleszmél majd, ha látja a hóhérok munkáját." Kötél általi halálra ítélték, tizedikként végezték ki (hatodik volt a kötél által kivégzettek sorában).

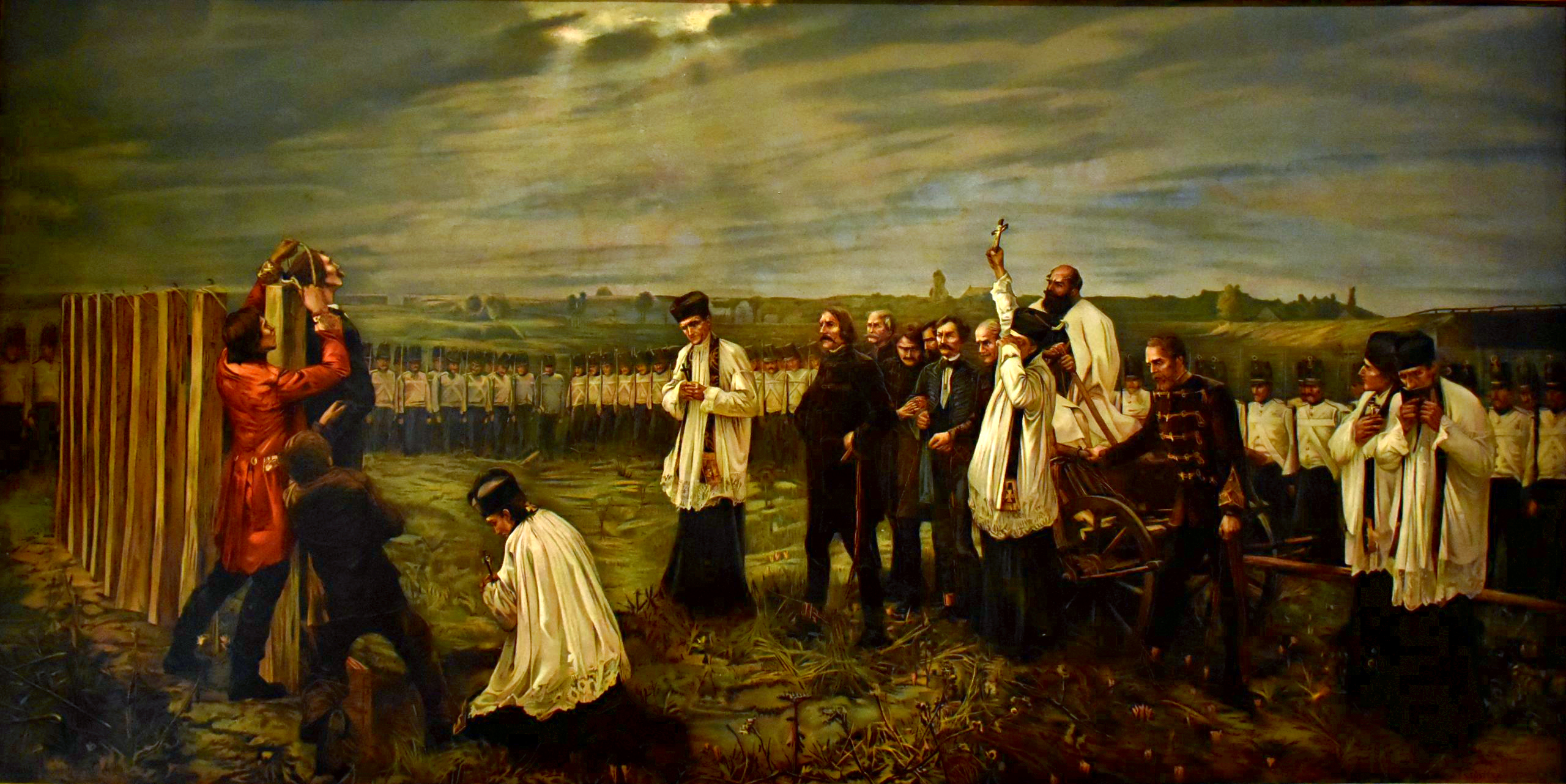
Thorma János: Az aradi vértanúk kivégzése

## Családja

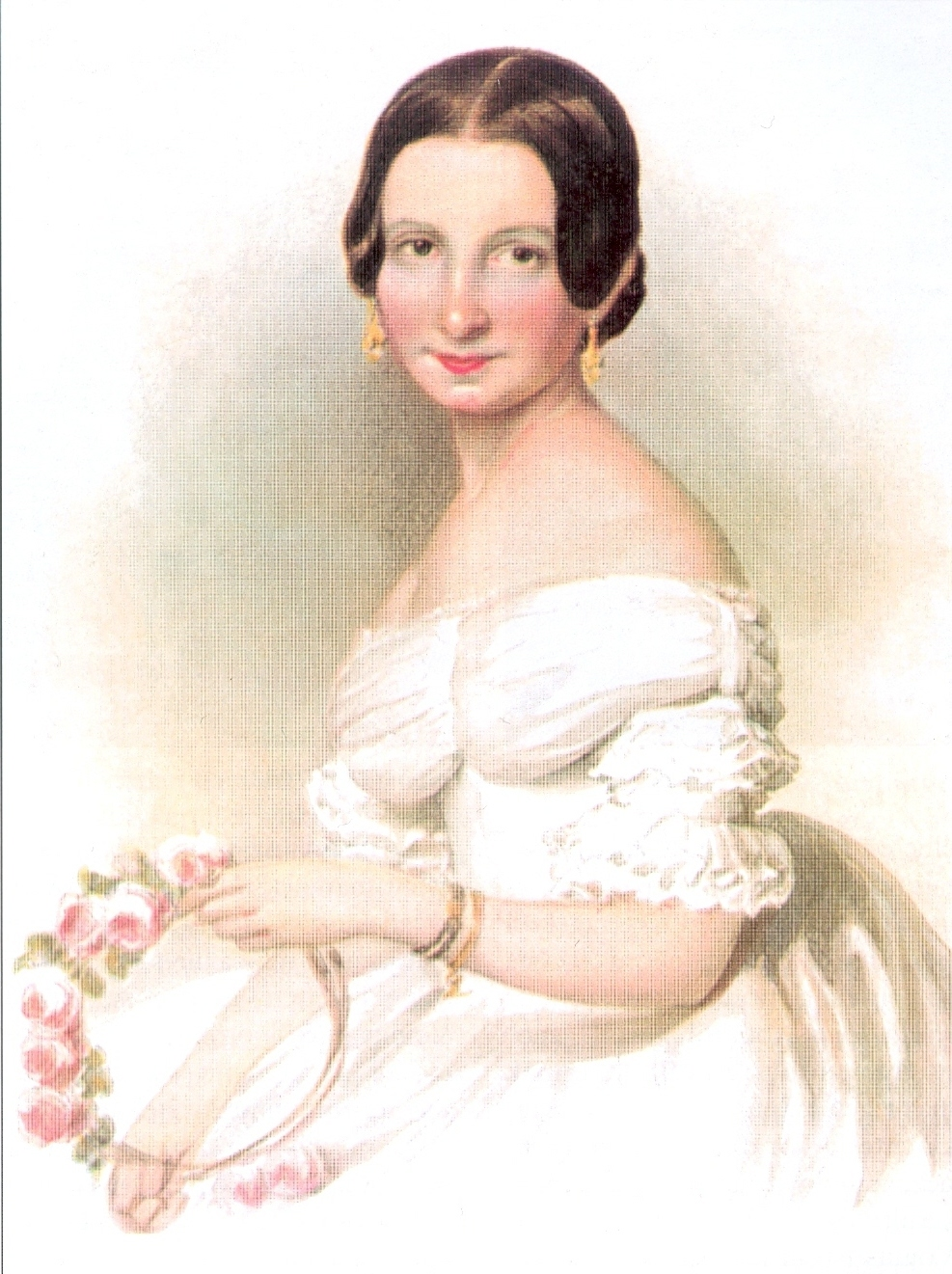
Neje, törökbecsei Sissányi Erzsébet, Barabás Miklós festményén

Felesége, törökbecsei Sissányi Erzsébet (1827. április 26. – 1898. november 2.), aki két gyermeket szült neki:
- Erzsébet „Liza” Viktória Konstancia Friderika Eleonóra (1844.–1913. január 26.),[9] aki William Barwell angol tábornok felesége lett, s kitől Lilien († 1894.), Henriett és Richard nevű gyermeke született.[10]
- Ármin (Hermann Casimir) (1848. július 11.–1900. december 27.[11]). A magyar királyi honvédségben szolgált, de egészségügyi okok miatt századosi rendfokozattal nyugdíjazták. Ezek után Titelen dolgozott, miniszteri biztosként a Tisza-Duna belvizszabályozó-társulatnál. Kiadta édesapja naplóját és levelezését, melyeket Marczali Henrik rendezett sajtó alá. 1903. január 2-án helyezték örök nyugalomra Titelen.[12]

Az özvegy Leiningenné 1854-ben újra férjhez ment. Második férjétől, Bethlen Józseftől (Kolozsvár, 1824. január 12. – Budapest I. ker, 1896. június 30.) négy gyermeke született (István, Béla, Miklós, Anna).
1911-ben Törökbecsén állították fel a hős vértanú szobrát, amelyet Radnai Béla készített.

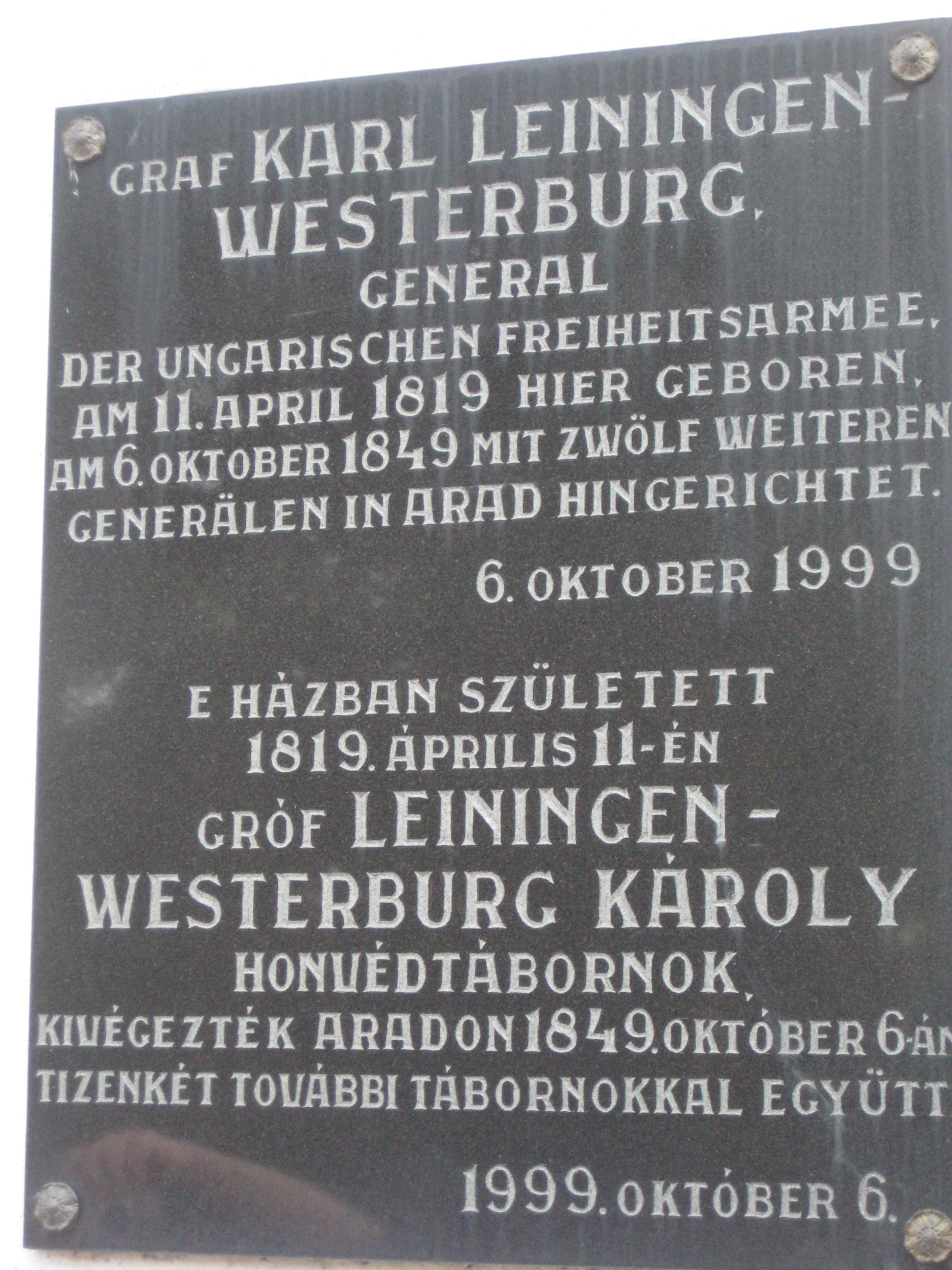
Ilbenstadti kétnyelvű emléktábla

1999-ben Niddatal-Ilbenstadtban, születési helyén, a kolostor/kastély belső falán a Németországi Magyar Szervezetek Szövetsége (Bund Ungarischer Organisationen in Deutschland e.V. - BUOD) kétnyelvű emléktáblát emelt a hős aradi vértanú emlékére.

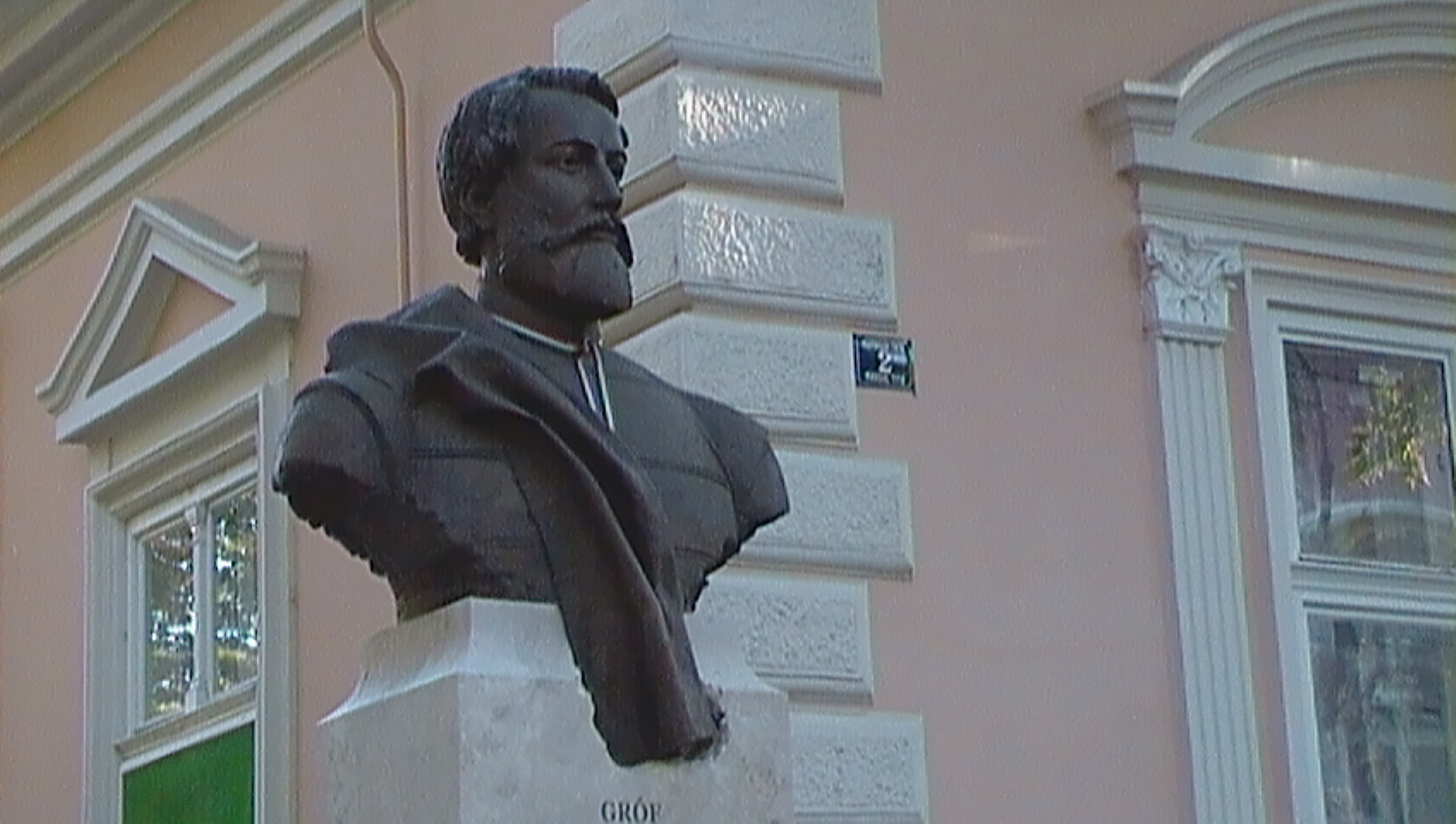
Törökbecsei mellszobra